# 中村悠人
中村 悠人（なかむら ゆうと、1998年3月2日 - ）は、ジャパンラグビーリーグワンマツダスカイアクティブズ広島に所属するラグビー選手。

## プロフィール
- 福岡県出身[1]。
- ポジションはフルバック(FB)。
- 身長 177 cm、体重 85 kg
- 7人制日本代表に選ばれたことがある[2]。

## 来歴
2016年、東海大福岡高校卒業後、京都産業大学に入る。
2020年、京都産業大学卒業後、マツダスカイアクティブズ広島に加入。
2021年2月13日に行われたトップチャレンジリーグ第1節のコカ・コーラレッドスパークス戦に先発出場で公式戦初出場を果たす。